# Nottingham Open 1998
Il Nottingham Open 1998 è stato un torneo di tennis giocato sull'erba. È stata la 12ª edizione del Nottingham Open, e faceva parte della categoria International Series nell'ambito dell'ATP Tour 1998. Si è giocato al Nottingham Tennis Centre di Nottingham in Inghilterra, dal 15 al 22 giugno 1998.

## Campioni

### Singolare
Jonas Björkman ha battuto in finale  Byron Black con il punteggio di 6–3, 6–2

### Doppio
Justin Gimelstob /  Byron Talbot hanno battuto in finale  Sébastien Lareau /  Daniel Nestor con il punteggio di 7–5, 6–7, 6–4